# Жистибор
Жистибор или Честибор, је био лужичкосрпски краљ. Владао је од око 840. године до 859. године. Био је вазал Лудвига II Немачког и водио је Лужичане у битке против других лужичких племена, победио их је и ставио под немачку власт. После извесног времена, Лужички Срби су убили свог краља Жистибора.

## Владавина
О Жистибору познато је веома мало. После смрти Цзимислава у борби са Франачком 840. године, наследио је престо. У 851. години поново су се поробљена племена подигла, исто тако и 858. године, па је Жистибор водио је побуну против Франачке, Ове борбе одвијале су се у оквиру ратовања између Великоморавског и Источнофраначког царства, а делимично као устанички савези (Aufstandsbunde), али су били поражен и на крају је Жистибор признао власт краља Лудвига II Немачког. Борио се против других лужичких племена од 856. до 858. године. У 856. години Жистибор је допринео развоју односа између Лужичана и Франака. 857. године је нашао уточиште код чешког кнеза, брата од чешког кнеза Славочеха.
Међутим, то се његовом народу Лужичанима није допало наручито свештенству, племству, многобожцима и ратницима. 858/859. године је убијен. Нови кнез је постао Славибор.
Половином 9. века, један Баварски географ је израчунао да Лужица има око 50 цивитаса.